# Tomiko Ban
Ban Tomiko (kanji: 伴 都美子, hiragana: ばんとみこ, phiên âm: Bạn Đô Mỹ Tử) là một nữ ca sĩ nhạc Rock, Pop, Jazz, diễn viên điện ảnh của Nhật Bản, là thành viên trong ban nhạc Do As Infinity. Sau khi rời ban nhạc, cô đã thử nghiệm với thể loại mới là Jazz & phát hành album hát đơn đầu tiên- Farewell. Vào ngày 30 tháng 7 năm 2008, cô đã ký hợp đồng với Avex để chính thức tái hợp ban nhạc của mình.

## Thông tin
Ban Tomiko sinh ngày 9 tháng 1 năm 1979 tại Kumamoto, Nhật Bản. Cô là ca sĩ chính trong ban nhạc Rock Nhật Bản Do As Infinity. Biệt danh hồi nhỏ của cô là "Tonko", nhưng về sau cô không dùng nó vì không còn thích nữa. Sau khi rời khỏi trường trung học, cô trở thành ca sĩ của địa phương. Vào tháng 5 năm 1999, cô đã thử giọng trước sự chứng kiến của Nagao Dai & sau 2 ngày đã thu bài hát đầu tiên với DAI.
Cô đã trở lại trường trung học để tốt nghiệp, cô tiếp tục học tại trường Tokyo Modeling và đã ký hợp đồng với một Spa & nhận làm người mẫu quảng cáo cho hãng LAVENUS hair care.
Sau khi DAI tan rã năm 2005, cô bắt đầu sự nghiệp hát đơn của mình. Cô phát hành album đầu tiên của riêng minh: Farewell vào ngày 29 tháng 3 năm 2006.
Tháng 6-2006, cô phát hành đĩa đơn đầu tiên FLOWER. Và sau đó là đĩa đơn thứ 2- Senkou & đĩa đơn thứ 3 Yumeji phát hành tháng 11-2006. Cả ba đĩa đơn trên đều không nằm trong album của cô.
Năm 2007, sau khi phát hành album thứ 2 VOICE ~cover you with love~; cô đã tham gia phim điện ảnh Heat Island là bản tiếng Nhật của Broadway musical.
Tomiko đã trở lại với âm nhạc bằng album VOICE 2 ~cover lovers rock~(album cover thứ 2) phát hành tháng 3-2008. Đĩa đơn thứ tư của cô với tựa đề Tokyo Biyori đã được phát hành vào ngày 18 tháng 6 năm 2008. Tháng 12 cùng năm cô phát hành album thứ 4 mang tên Van.
Năm 2008, cô đã trở lại với Do As Infinity bằng buổi biểu diễn miễn phí tại công viên Yoyogi & a-nation.
Năm 2009, cô cùng các thành viên của Do As phiên bản mới có những chuyến lưu diễn xuyên suốt đất Nhật Bản và sẽ tham gia lưu diễn châu Á cùng các nghệ sĩ nổi tiếng khác của Avex.

## Các phát hành

### Album
- [2006.03.29] Farewell #7
- [2007.03.28] Voice～cover you with love～ (Cover Album) #22
- [2008.03.05] Voice 2: Cover Lovers Rock (Cover Album) #28
- [2008.12.10] Van. #28

### Đĩa đơn
- [2006.06.07] FLOWER #10
- [2006.09.27] Senkō (閃光; Glint) #14
- [2006.11.29] Yumeji (夢路; Dream Road) #14
- [2008.06.18] Tokyo Biyori (東京日和; Tokyo Weather)

### Phát hành khác
- [2002.01.23] VARIOUS ARTISTS FEATURING song+nation (#5 again)
- [2002.03.06] song+nation 2: trance (#7 again (tatsumaki remix))
- [2003.04.23] Cyber X feat. Tomiko Van - "Drive me nuts"
- [2003.07.16] Cyber X - "velfarre Cyber TRANCE 08 -BEST HIT TRANCE" (#13 Drive me nuts (Dub me nuts Cyber edit))
- [2003.07.30] Cyber X - "Cyber X #01" (#6 Drive me nuts)
- [2003.09.10] Cyber X - "Cyber TRANCE presents J-TRANCE" (#11 Drive me nuts (Cyber TRANCE mix))
- [2005.07.27] SLOW DANCE ORIGINAL SOUNDTRACK (#15 Hold Me...)
- [2005.10.19] Cinderella Original Soundtrack Special Edition (#35 A Dream Is a Wish Your Heart Makes)
- [2006.01.18] TRF - "Where to begin" (#2 TRUTH '94 -meets Tomiko Van-)
- [2006.02.15] TRF - "Lif-e-Motions" (#16 TRUTH '94 -meets Tomiko Van-)
- [2007.07.11] REIDEEN OST (#29 manacles (REIDEEN Edit ver.))

## Phim tham gia

### Phim truyền hình
Otome100 (2008)

### Phim điện ảnh
Heat Island (2007)